# Okręg wyborczy województwo lubelskie do Senatu Rzeczypospolitej Polskiej (1989–2001)
Okręg wyborczy województwo lubelskie (1989–2001) do Senatu Rzeczypospolitej Polskiej obejmował w latach 1989–2001 obszar województwa lubelskiego. Wybierano w nim 2 senatorów, przy czym w latach 1989–1991 obowiązywała zasada większości bezwzględnej, zaś w latach 1991–2001 większości względnej.
Powstał w 1989 wraz z przywróceniem instytucji Senatu. Zniesiony został w 2001, na jego obszarze utworzono nowe okręgi nr 6 i 7.
Siedzibą okręgowej komisji wyborczej był Lublin.

## Reprezentanci okręgu
| Rok  | Senator komitet wyborczy               | Senator komitet wyborczy                           | Senator komitet wyborczy               | Senator komitet wyborczy                                            |
| ---- | -------------------------------------- | -------------------------------------------------- | -------------------------------------- | ------------------------------------------------------------------- |
| 1989 |                                        | Henryk Stępniak                                    |                                        | Adam Stanowski                                                      |
| 1990 | Jerzy Kłoczowski                       | Henryk Stępniak                                    |                                        |                                                                     |
| 1991 |                                        | Marian Rejniewicz Konfederacja Polski Niepodległej |                                        | Janusz Mazurek Niezależny Samorządny Związek Zawodowy „Solidarność” |
| 1993 |                                        | Jan Sęk Polskie Stronnictwo Ludowe                 |                                        | Grzegorz Kurczuk Sojusz Lewicy Demokratycznej                       |
| 1997 |                                        | Wiesław Chrzanowski Akcja Wyborcza Solidarność     |                                        | Stanisław Gogacz Ruch Odbudowy Polski                               |
| 2001 | okręg zniesiony, patrz okręgi nr 6 i 7 | okręg zniesiony, patrz okręgi nr 6 i 7             | okręg zniesiony, patrz okręgi nr 6 i 7 | okręg zniesiony, patrz okręgi nr 6 i 7                              |

## Wyniki wyborów
Symbolem „●” oznaczono senatorów ubiegających się o reelekcję.

### Wybory parlamentarne 1989
| Kandydat                                                                           | Głosów  | %     |
| ---------------------------------------------------------------------------------- | ------- | ----- |
| Henryk Stępniak                                                                    | 293 321 | 73,92 |
| Adam Stanowski                                                                     | 283 595 | 71,47 |
| Mirosław Hermaszewski                                                              | 48 653  | 12,24 |
| Grzegorz Seidler                                                                   | 33 237  | 8,38  |
| Janusz Malinowski                                                                  | 24 738  | 6,23  |
| Kazimierz Bis                                                                      | 15 589  | 3,93  |
| Jerzy Janiszewski                                                                  | 8186    | 2,06  |
| Jan Czyżewski                                                                      | 8126    | 2,05  |
| Henryk Baran                                                                       | 7402    | 1,87  |
| Edmund Prost                                                                       | 6131    | 1,55  |
| Stanisław Rostworowski                                                             | 5553    | 1,40  |
| Liczba głosów ważnych: 396 818 Źródło: Państwowa Komisja Wyborcza I tura i II tura |         |       |

### Wybory uzupełniające 1990
Głosowanie odbyło się z powodu śmierci Adama Stanowskiego.
| Kandydat | I tura | I tura | II tura | II tura |
| Kandydat | Głosów | %      | Głosów  | %       |
| --- | ------ | ------ | ------- | ------- |
| Jerzy Kłoczowski                                                                                               | 91 848 | 40,51  | 47 320  | 50,93   |
| Roman Wierzbicki                                                                                               | 79 540 | 35,08  | 44 705  | 48,11   |
| Janusz Jurek                                                                                                   | 28 447 | 12,54  | —       | —       |
| Marian Fuszara                                                                                                 | 19 487 | 8,59   | —       | —       |
| Liczba głosów ważnych: 214 796 (I tura) • 92 916 (II tura) Źródło: Państwowa Komisja Wyborcza I tura i II tura |        |        |         |         |

### Wybory parlamentarne 1991
| Kandydat                                              | Kandydat               | Komitet wyborczy                                                  | Głosów |
| ----------------------------------------------------- | ---------------------- | ----------------------------------------------------------------- | ------ |
|                                                       | Marian Rejniewicz      | Konfederacja Polski Niepodległej                                  | 56 156 |
|                                                       | Janusz Mazurek         | Niezależny Samorządny Związek Zawodowy „Solidarność”              | 47 634 |
|                                                       | Marek Stankiewicz      | Unia Demokratyczna                                                | 45 595 |
|                                                       | Andrzej Kuba           | Unia Demokratyczna                                                | 45 242 |
|                                                       | Zdzisław Brodziak      | Porozumienie Ludowe                                               | 41 254 |
|                                                       | Bohdan Szucki          | Wyborcza Akcja Katolicka                                          | 37 936 |
|                                                       | Piotr Kryczka          | Porozumienie Obywatelskie Centrum                                 | 36 639 |
|                                                       | Norbert Wojciechowski  | Porozumienie Obywatelskie Centrum                                 | 36 533 |
|                                                       | Janusz Wszytko         | Sojusz Lewicy Demokratycznej                                      | 35 333 |
|                                                       | Krzysztof Szydłowski   | Sojusz Lewicy Demokratycznej                                      | 32 391 |
|                                                       | Czesław Bloch          | Porozumienie Ludowe                                               | 30 689 |
|                                                       | Dominik Fijałkowski    | Koalicja Polskiej Partii Ekologicznej i Polskiej Partii Zielonych | 29 029 |
|                                                       | Zbigniew Rubaj         | Polskie Stronnictwo Ludowe Sojusz Programowy                      | 27 932 |
|                                                       | Zbigniew Strzałkowski  | Chrześcijańska Demokracja                                         | 26 868 |
|                                                       | Mieczysław Szczerbatko | Stronnictwo Demokratyczne                                         | 10 689 |
|                                                       | Marian Fuszara         | KW Zaranie                                                        | 7789   |
| Frekwencja: 41,56% Źródło: Państwowa Komisja Wyborcza |                        |                                                                   |        |

### Wybory parlamentarne 1993
| Kandydat                                              | Kandydat                | Komitet wyborczy                                     | Głosów |
| ----------------------------------------------------- | ----------------------- | ---------------------------------------------------- | ------ |
|                                                       | Jan Sęk                 | Polskie Stronnictwo Ludowe                           | 78 774 |
|                                                       | Grzegorz Kurczuk        | Sojusz Lewicy Demokratycznej                         | 65 786 |
|                                                       | Ryszard Bender          | Klub Inteligencji Katolickiej w Lublinie             | 60 935 |
|                                                       | Zbigniew Piórkowski     | Sojusz Lewicy Demokratycznej                         | 59 605 |
|                                                       | Janusz Mazurek●         | Niezależny Samorządny Związek Zawodowy „Solidarność” | 58 589 |
|                                                       | Arnold Superczyński     | Unia Pracy                                           | 55 530 |
|                                                       | Kazimierz Mareczka      | Konfederacja Polski Niepodległej                     | 48 739 |
|                                                       | Zdzisław Czuryszkiewicz | Samoobrona – Leppera                                 | 45 216 |
|                                                       | Marek Stankiewicz       | Unia Demokratyczna                                   | 43 846 |
|                                                       | Leszek Kępa             | Bezpartyjny Blok Wspierania Reform                   | 29 769 |
|                                                       | Edward Dąbski           | Koalicja dla Rzeczypospolitej                        | 28 757 |
|                                                       | Tadeusz Tuora           | Kongres Liberalno-Demokratyczny                      | 28 147 |
|                                                       | Norbert Wojciechowski   | „Zjednoczenie Polskie”                               | 22 368 |
|                                                       | Zbigniew Strzałkowski   | Koalicja dla Rzeczypospolitej                        | 20 423 |
|                                                       | Kazimierz Pietroń       | Stronnictwo Demokratyczne                            | 14 927 |
| Frekwencja: 51,46% Źródło: Państwowa Komisja Wyborcza |                         |                                                      |        |

*Ryszard Bender reprezentował w Senacie II kadencji (1991–1993) województwo łomżyńskie.

### Wybory parlamentarne 1997
| Kandydat                                              | Kandydat              | Komitet wyborczy                    | Głosów  |
| ----------------------------------------------------- | --------------------- | ----------------------------------- | ------- |
|                                                       | Wiesław Chrzanowski   | Akcja Wyborcza Solidarność          | 159 497 |
|                                                       | Stanisław Gogacz      | Ruch Odbudowy Polski                | 118 515 |
|                                                       | Wiesław Brodowski     | Sojusz Lewicy Demokratycznej        | 80 875  |
|                                                       | Ryszard Setnik        | KW Unia Lubelska                    | 62 695  |
|                                                       | Edward Hunek          | Polskie Stronnictwo Ludowe          | 58 743  |
|                                                       | Leszek Wroński        | Sojusz Lewicy Demokratycznej        | 58 605  |
|                                                       | Andrzej Stanisławek   | Krajowa Partia Emerytów i Rencistów | 36 783  |
|                                                       | Aleksander Walkiewicz | Polskie Stronnictwo Ludowe          | 30 677  |
|                                                       | Władysław Delmanowicz | KW Ochrona Pracy                    | 11 373  |
|                                                       | Dariusz Staszczak     | KW Dariusza Eligiusza Staszczaka    | 8136    |
| Frekwencja: 47,08% Źródło: Państwowa Komisja Wyborcza |                       |                                     |         |